# Sebastian Vasiliadis
Sebastian Vasiliadis (en griego: Σεμπάστιαν Βασιλειάδης; Auenwald, Rems-Murr, Alemania, 4 de octubre de 1997) es un futbolista greco-alemán. Juega de centrocampista y su equipo es el F. C. Saarbrücken de la 3. Liga alemana.

## Trayectoria
El 1 de julio de 2018 fichó por el SC Paderborn de la 2. Bundesliga proveniente del VfR Aalen. Esa temporada 2018-19, con sus 6 goles y 8 asistencias, ayudó a su equipo a asegurar el segundo lugar en la clasificación y lograr el regreso del club a la Bundesliga. Puso fin a su etapa en el club al finalizar la temporada 2020-21 y se marchó al Arminia Bielefeld. Después de un par de campañas en este equipo fichó por el F. C. Hansa Rostock. Allí estuvo una y en julio de 2024 se unió al F. C. Saarbrücken.

## Selección nacional
Vasiliadis nació en Alemania y proviene de una familia de origen griego. El 11 de noviembre de 2019 fue citado por John van 't Schip para ser parte de la selección de Grecia para los encuentros contra Armenia y Finlandia correspondientes a la clasificación para la Eurocopa 2020.

## Estadísticas
Actualizado al último partido disputado el 27 de mayo de 2025.
| Club                           | Div.          | Temporada     | Liga  | Liga  | Copas nacionales | Copas nacionales | Copas internacionales | Copas internacionales | Total | Total |
| Club                           | Div.          | Temporada     | Part. | Goles | Part.            | Goles            | Part.                 | Goles                 | Part. | Goles |
| ------------------------------ | ------------- | ------------- | ----- | ----- | ---------------- | ---------------- | --------------------- | --------------------- | ----- | ----- |
| VfR Aalen · Alemania           | 3.ª           | 2015-16       | 8     | 0     | —                | —                | —                     | —                     | 8     | 0     |
| VfR Aalen · Alemania           | 3.ª           | 2016-17       | 28    | 3     | —                | —                | —                     | —                     | 28    | 3     |
| VfR Aalen · Alemania           | 3.ª           | 2017-18       | 24    | 5     | —                | —                | —                     | —                     | 24    | 5     |
| VfR Aalen · Alemania           | Total club    | Total club    | 60    | 8     | 0                | 0                | 0                     | 0                     | 60    | 8     |
| S. C. Paderborn 07 · Alemania  | 2.ª           | 2018-19       | 28    | 6     | 3                | 0                | —                     | —                     | 31    | 6     |
| S. C. Paderborn 07 · Alemania  | 1.ª           | 2019-20       | 32    | 1     | 1                | 0                | —                     | —                     | 33    | 1     |
| S. C. Paderborn 07 · Alemania  | 2.ª           | 2020-21       | 19    | 0     | 1                | 0                | —                     | —                     | 20    | 0     |
| S. C. Paderborn 07 · Alemania  | Total club    | Total club    | 79    | 7     | 5                | 0                | 0                     | 0                     | 84    | 7     |
| Arminia Bielefeld · Alemania   | 1.ª           | 2021-22       | 19    | 0     | 0                | 0                | —                     | —                     | 19    | 0     |
| Arminia Bielefeld · Alemania   | 2.ª           | 2022-23       | 31    | 3     | 0                | 0                | —                     | —                     | 31    | 3     |
| Arminia Bielefeld · Alemania   | Total club    | Total club    | 50    | 3     | 0                | 0                | 0                     | 0                     | 50    | 3     |
| F. C. Hansa Rostock · Alemania | 2.ª           | 2023-24       | 20    | 0     | 1                | 0                | —                     | —                     | 21    | 0     |
| F. C. Hansa Rostock · Alemania | Total club    | Total club    | 20    | 0     | 1                | 0                | 0                     | 0                     | 21    | 0     |
| F. C. Saarbrücken · Alemania   | 3.ª           | 2024-25       | 27    | 6     | 1                | 0                | —                     | —                     | 28    | 6     |
| F. C. Saarbrücken · Alemania   | Total club    | Total club    | 27    | 6     | 1                | 0                | 0                     | 0                     | 28    | 6     |
| Total carrera                  | Total carrera | Total carrera | 236   | 24    | 7                | 0                | 0                     | 0                     | 243   | 24    |
| 1.                             |               |               |       |       |                  |                  |                       |                       |       |       |